# Fuji Gotemba
Fuji Gotemba (富士御殿場 en japonais) est une distillerie située dans la région de Chūbu au Japon.

## Histoire
La distillerie de Fuji Gotemba a été fondée en 1972 par la société Kirin Seagram Ltd. Elle est construite à 620 mètres d’altitude, au pied du mont Fuji dans la ville de Gotemba. La température moyenne annuelle de près de 13 °C, ainsi que les sources d’eau du Mont Fuji, sont les éléments qui caractérisent la région,.
Le Single Grain 25 ans Small Batch de la distillerie a reçu le World Whiskies Award 2016 du meilleur whisky de grain au monde.

## Produits
- Blend
  - Fuji Gotemba Kirin Whisky Fujisanroku 50%
- Single malt
  - Fuji Gotemba 18 ans 43%
  - Fuji Gotemba Fujisanroku 18 43%